# World Games 2017/Teilnehmer (Ägypten)
| Gelbes Symbol für Goldmedaillen mit stilisierten Olympischen Ringen | Graues Symbol für Silbermedaillen mit stilisierten Olympischen Ringen | Braundes Symbol für Bronzemedaillen mit stilisierten Olympischen Ringen |
| ------------------------------------------------------------------- | --------------------------------------------------------------------- | ----------------------------------------------------------------------- |
| —                                                                   | 2                                                                     | 1                                                                       |

Ägypten nahm in Breslau an den World Games 2017 teil. Die Delegation bestand aus 20 Athleten und 5 Athletinnen.

## Teilnehmer nach Sportarten

### Beachhandball
| Wettbewerb        | Männer |
| ----------------- | --- |
| Athleten          | Eslam Ahmed Mohamed Saber Emam Essam ALY Hassanin Abdelaal Younes Seifeldin Elsaid Mahmoud Abousabaa Soliman Abdelrahman Mohamed Ali Ahmed Ali Elganayni Hany Salem Soliman Salama Mohamed Serageldeen Hoseen Abdelaziz Mohamed Shaaban Bakir Imam Mohamed Akmal Shaaban Gaber Mohamed Eldrdery Mohamed Tarek Abdelmnem Mohamed Abousalem Mohamed Wagih Ragab Ali Raslan |
| Gruppenphase      | Kroatien 0:2 Ungarn 0:2 Polen 0:2 |
| Viertelfinale     | Katar 0:2 |
| Platzierungsspiel | Australien 0:2 |
| Spiel um Platz 7  | Polen 0:2 |
| Platzierung       | 8 |

### Billard
| Athleten     | Wettbewerb          | Achtelfinale | Achtelfinale | Viertelfinale    | Viertelfinale | Halbfinale     | Halbfinale | Finale / Platz 3 | Finale / Platz 3 | Rang   |
| Athleten     | Wettbewerb          | Gegner       | Ergebnis     | Gegner           | Ergebnis      | Gegner         | Ergebnis   | Gegner           | Ergebnis         | Rang   |
| ------------ | ------------------- | ------------ | ------------ | ---------------- | ------------- | -------------- | ---------- | ---------------- | ---------------- | ------ |
| Männer       |                     |              |              |                  |               |                |            |                  |                  |        |
| Sameh Sidhom | Carom Three Cushion | Erick Tellez | 40:25        | Quyet Chien Tran | 40:36         | Daniel Sanchez | 16:40      | Dick Jaspers     | 40:26            | Bronze |

### Feldbogenschießen
| Frauen         |               |     |    |                |         |               |               |               |               |               |               |               |               |               |               |               |
| Abhishek Verma | Compoundbogen | 685 | 18 | Colin Christie | 140:143 | ausgeschieden | ausgeschieden | ausgeschieden | ausgeschieden | ausgeschieden | ausgeschieden | ausgeschieden | ausgeschieden | ausgeschieden | ausgeschieden | ausgeschieden |

### Karate
| Athleten          | Wettbewerb   | Vorrunde          | Vorrunde         | Vorrunde                | Vorrunde         | Vorrunde             | Vorrunde         | Halbfinale       | Halbfinale       | Finale / Platz 3 | Finale / Platz 3 | Rang             |
| Athleten          | Wettbewerb   | Gegner            | Ergebnis         | Gegner                  | Ergebnis         | Gegner               | Ergebnis         | Gegner           | Ergebnis         | Gegner           | Ergebnis         | Rang             |
| ----------------- | ------------ | ----------------- | ---------------- | ----------------------- | ---------------- | -------------------- | ---------------- | ---------------- | ---------------- | ---------------- | ---------------- | ---------------- |
| Männer            |              |                   |                  |                         |                  |                      |                  |                  |                  |                  |                  |                  |
| Ahmed Shawky      | Kata         | Antonio Diaz      | 1:4              | Vu Duc Minh Dack        | 2:3              | Bartosz Maczka       | 5:0              | ausgeschieden    | ausgeschieden    | ausgeschieden    | ausgeschieden    | ausgeschieden    |
| Omar Abdel Rahman | Kumite 75 kg | Hernani Verissimo | 0:2              | Joji Veremalula         | 2:0              | Aliasghar Asiabari   | 0:2              | ausgeschieden    | ausgeschieden    | ausgeschieden    | ausgeschieden    | ausgeschieden    |
| Frauen            |              |                   |                  |                         |                  |                      |                  |                  |                  |                  |                  |                  |
| Sarah Sayed       | Kata         | Kiyou Shimizu     | 0:5              | Manel Kamilia Hadj Said | 4:1              | Sandra Sanchez Jamie | 0:5              | ausgeschieden    | ausgeschieden    | ausgeschieden    | ausgeschieden    | ausgeschieden    |
| Yassmin Attia     | Kumite 55 kg | nicht angetreten  | nicht angetreten | nicht angetreten        | nicht angetreten | nicht angetreten     | nicht angetreten | nicht angetreten | nicht angetreten | nicht angetreten | nicht angetreten | nicht angetreten |
| Giana Farouk      | Kumite 61 kg | nicht angetreten  | nicht angetreten | nicht angetreten        | nicht angetreten | nicht angetreten     | nicht angetreten | nicht angetreten | nicht angetreten | nicht angetreten | nicht angetreten | nicht angetreten |

### Sumō
| Männer             |               |                  |            |               |               |                        |               |                   |               |                      |                  |                    |               |                 |               |               |               |               |               |               |               |               |               |               |               |               |
| Abouelrokb Fathy   | Leichtgewicht | Trent Sabo       | Yorikiri   | Isao Shibaoka | Tsukiotoshi   | –                      | –             | Badral Baasandorj | Yoritaoshi    | –                    | –                | Abdelrahman Elsefy | Yoritaoshi    | Pawel Wojda     | Yoritaoshi    | 4             |               |               |               |               |               |               |               |               |               |               |
| Abdelrahman Elsefy | Leichtgewicht | Andrew Freund    | Oshitaoshi | –             | –             | Joel Kindred           | Oshidashi     | –                 | –             | Batyr Altyev         | Shitatedashinage | Abouelrokb Fathy   | Yoritaoshi    | ausgeschieden   | ausgeschieden | ausgeschieden | ausgeschieden | ausgeschieden | ausgeschieden | ausgeschieden | ausgeschieden | ausgeschieden | ausgeschieden | ausgeschieden | ausgeschieden | ausgeschieden |
| Misbah Hossam      | Mittelgewicht | Kena Heffernan   | Yorikiri   | –             | –             | Giorgi Meshvildishvili | Yorikiri      | –                 | –             | Usukhbayar Ochirkhuu | Yoritaoshi       | –                  | –             | Atsamaz Kaziev  | Yorikiri      | Silber        |               |               |               |               |               |               |               |               |               |               |
| Ibrahim Abdellatif | Schwergewicht | Michael Wietecha | Oshidashi  | ausgeschieden | ausgeschieden | ausgeschieden          | ausgeschieden | ausgeschieden     | ausgeschieden | ausgeschieden        | ausgeschieden    | ausgeschieden      | ausgeschieden | ausgeschieden   | ausgeschieden | ausgeschieden | ausgeschieden | ausgeschieden |               |               |               |               |               |               |               |               |
| Ramy Belal         | Schwergewicht | Mark Lawrence    | Okuridashi | –             | –             | Avtandil Tsertsvadze   | Kotenage      | –                 | –             | Soichiro Kurokawa    | Tsukiotoshi      | –                  | –             | Vasilii Margiev | Yorikiri      | Silber        |               |               |               |               |               |               |               |               |               |               |

| Männer             |              |                |         |                 |               |               |               |               |               |               |               |               |               |               |               |               |               |               |               |               |               |               |               |               |               |
| Ibrahim Abdellatif | Offene Runde | –              | –       | Jacek Piersiak  | Yorikiri      | ausgeschieden | ausgeschieden | ausgeschieden | ausgeschieden | ausgeschieden | ausgeschieden | ausgeschieden | ausgeschieden | ausgeschieden | ausgeschieden | ausgeschieden | ausgeschieden | ausgeschieden | ausgeschieden | ausgeschieden | ausgeschieden | ausgeschieden |               |               |               |
| Fathy Abouelrokb   | Offene Runde | –              | –       | Kenna Heffernan | Tsukidashi    | ausgeschieden | ausgeschieden | ausgeschieden | ausgeschieden | ausgeschieden | ausgeschieden | ausgeschieden | ausgeschieden | ausgeschieden | ausgeschieden | ausgeschieden | ausgeschieden | ausgeschieden | ausgeschieden | ausgeschieden | ausgeschieden | ausgeschieden |               |               |               |
| Ramy Belal         | Offene Runde | –              | –       | Hayato Miwa     |               | ausgeschieden | ausgeschieden | ausgeschieden | ausgeschieden | ausgeschieden | ausgeschieden | ausgeschieden | ausgeschieden | ausgeschieden | ausgeschieden | ausgeschieden | ausgeschieden | ausgeschieden | ausgeschieden | ausgeschieden | ausgeschieden | ausgeschieden |               |               |               |
| Abdelrahman Elsefy | Offene Runde | Eduard Kudzoev | Hikkake | ausgeschieden   | ausgeschieden | ausgeschieden | ausgeschieden | ausgeschieden | ausgeschieden | ausgeschieden | ausgeschieden | ausgeschieden | ausgeschieden | ausgeschieden | ausgeschieden | ausgeschieden | ausgeschieden | ausgeschieden | ausgeschieden | ausgeschieden | ausgeschieden | ausgeschieden | ausgeschieden |               |               |
| Misbah Hossam      | Offene Runde | –              | –       | Isao Shibaoka   |               | ausgeschieden | ausgeschieden | ausgeschieden | ausgeschieden | ausgeschieden | ausgeschieden | ausgeschieden | ausgeschieden | ausgeschieden | ausgeschieden | ausgeschieden | ausgeschieden | ausgeschieden | ausgeschieden | ausgeschieden | ausgeschieden | ausgeschieden | ausgeschieden | ausgeschieden | ausgeschieden |

### Squash
| Frauen             |                  |     |                 |               |               |               |               |               |               |               |               |               |               |               |               |               |               |               |               |               |               |               |               |               |               |               |
| Nadine Shahin      | Franziska Hennes | 3:0 | Catalina Peláez | 3:1           | Camille Serme | 0:3           | ausgeschieden | ausgeschieden | ausgeschieden | ausgeschieden | ausgeschieden | ausgeschieden | ausgeschieden | ausgeschieden | ausgeschieden | ausgeschieden | ausgeschieden | ausgeschieden | ausgeschieden | ausgeschieden | ausgeschieden | ausgeschieden | ausgeschieden | ausgeschieden | ausgeschieden | ausgeschieden |
| Männer             |                  |     |                 |               |               |               |               |               |               |               |               |               |               |               |               |               |               |               |               |               |               |               |               |               |               |               |
| Shehab Essam       | Rory Stewart     | 3:0 | César Salazar   | 0:3           | ausgeschieden | ausgeschieden | ausgeschieden | ausgeschieden | ausgeschieden | ausgeschieden | ausgeschieden |               |               |               |               |               |               |               |               |               |               |               |               |               |               |               |
| Ahmed Hany Hussein | Raphael Kandra   | 0:3 | ausgeschieden   | ausgeschieden | ausgeschieden | ausgeschieden | ausgeschieden | ausgeschieden | ausgeschieden | ausgeschieden | ausgeschieden |               |               |               |               |               |               |               |               |               |               |               |               |               |               |               |